# Antenne Koblenz

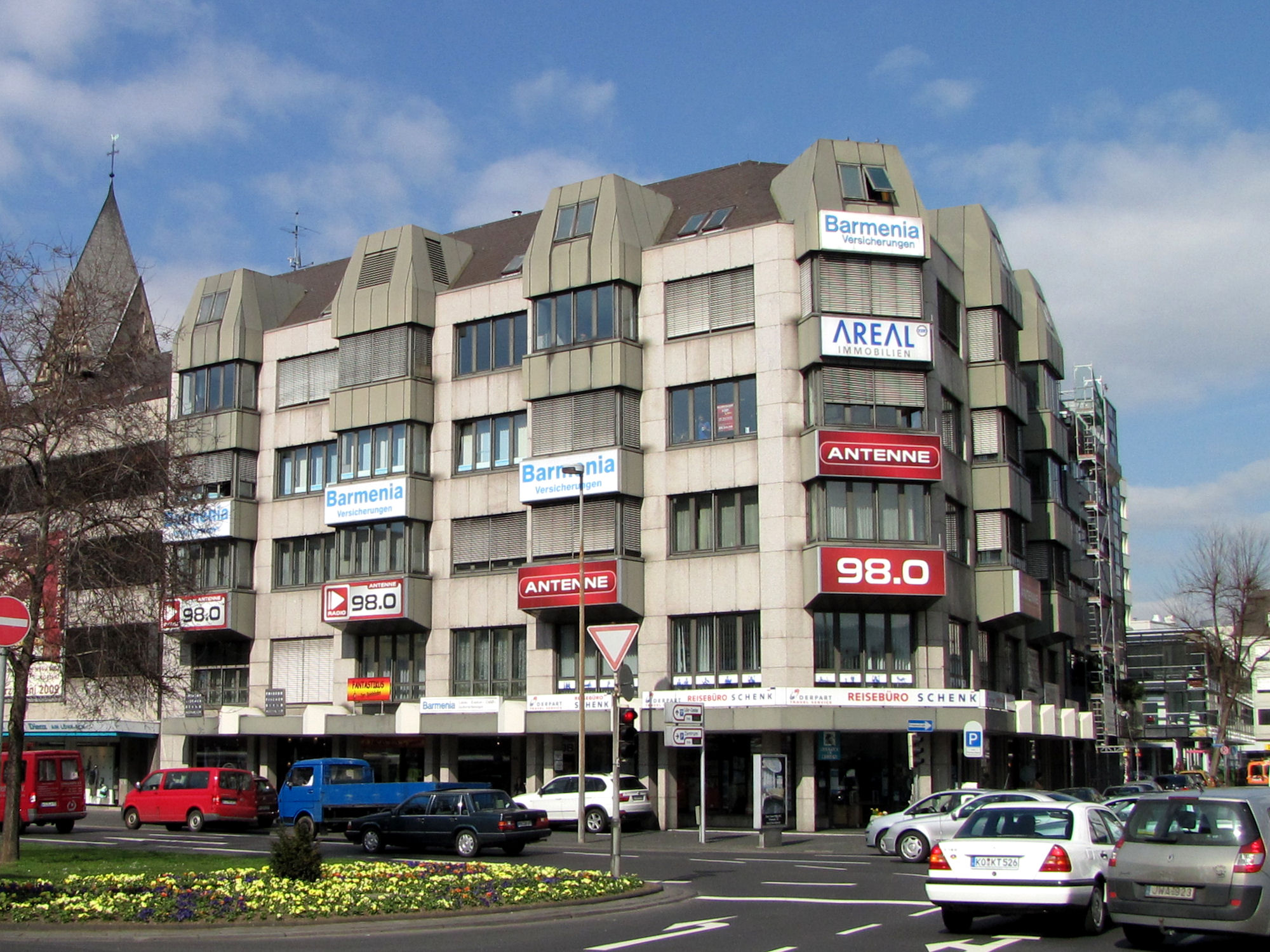
Das Bürogebäude, in dem das Studio von Antenne Koblenz untergebracht ist

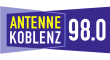
Altes Logo 2004–2008

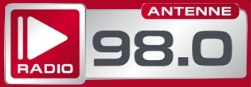
Altes Logo 2008–2009

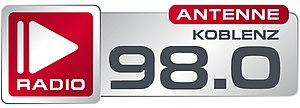
Altes Logo 2009–2020

Antenne Koblenz 98.0 (der offiziell lizenzierte Name ist Antenne Koblenz) ist ein lokaler Hörfunksender für die Region Koblenz. Das Programm wird 24 Stunden ausgestrahlt, wovon ab 6:00 Uhr 15 Stunden mit etwa 15 Mitarbeitern produziert werden (Stand: 2012).

## Allgemeines
Betreiber ist die Antenne Koblenz GmbH. Gesendet wird seit 2004 ein Musik- und Informationsprogramm mit dem Schwerpunkt Popmusik und lokalen Nachrichten aus dem Sendestudio in Koblenz. In Koblenz hat der Sender zum wiederholten Male die Marktführerschaft erlangt. Laut MA I 2010 erreicht der Sender allein in Koblenz 48.000 Hörer täglich. Mit Andernach und Neuwied sind es über 150.000 täglich. Geschäftsführer der Antenne Koblenz GmbH ist Stephan Schwenk. Stationvoice des Senders war bis 2017 Stefan Blaufelder. Seit Juli 2017 ist es Thorsten Schmidt. Der aktuelle Claim lautet: "Ein Sender, alle Hits!".
In der Vergangenheit fanden jährlich zwei große Festivals des Senders statt. Im Frühjahr „Koblenz Live“ und im Herbst „Die Zapfkultur“. Es wirkten viele Gastronomen der Koblenzer Innenstadt mit. Es wurde Livemusik geboten.
In den Jingles im Programm und im Impressum auf der Website des Senders wird der volle Name mit Frequenz genannt, der auf eine zwischenzeitliche Umbenennung in „Antenne 98,0“ (mit Komma statt mit Punkt) zurückgeht. Im Übrigen verwendet der Sender heute wieder die ursprüngliche Schreibweise „Antenne Koblenz“, die auch die lizenzierende Landesmedienanstalt seit Programmstart verwendet.

## Geschichte
Nachdem die Landeszentrale für Medien und Kommunikation (LMK) in Rheinland-Pfalz grünes Licht für den Start gegeben und eine Frequenz in Koblenz zugeteilt hatte, ging der neue lokale Radiosender am 29. Februar 2004 auf Sendung.
Vorausgegangen war ein Streit um den Namen des neuen Senders. Ursprünglich war geplant den Sender „Radio Koblenz“ zu nennen, aber diesen Namen hatte bereits SWR 4 für sich gesichert.
Gestartet ist Antenne Koblenz 2004 mit nur dem Sender in Koblenz. Am 17. März 2005 kamen noch zwei weitere Sendemasten hinzu und das Sendegebiet konnte auf die Gebiete Neuwied, Andernach und Mülheim-Kärlich erheblich vergrößert werden.
Am 16. Juni 2008 wurde der Sender als Teil der lokalen Hörfunkkette The Radio Group in Antenne 98,0 umbenannt, Anfang 2009 dann in Antenne Koblenz 98.0. Inzwischen ist wieder die Kurzform (ohne Frequenzzusatz) vorherrschend.

## Empfang
Die Senderstandorte im Detail:
| Sender                                     | UKW      | Leistung | Region                                                     |
| Koblenz (Rauental)                         | 98,0 MHz | 0,4 kW   | Stadt Koblenz, Lahnstein, Rhens, Spay                      |
| Bendorf (Sender Bendorf-Vierwindenhöhe)    | 98,9 MHz | 0,63 kW  | Bendorf, Mayen, Mendig, Mülheim-Kärlich, Polch, Ochtendung |
| Neuwied (Sender Mobilfunkturm Feldkirchen) | 98,0 MHz | 0,32 kW  | Neuwied, Andernach, Weißenthurm, Plaidt                    |

Gleichzeitig ist Antenne Koblenz im Kabelnetz von Koblenz, Bendorf und Boppard auf 106,45 MHz und in Neuwied und Mülheim-Kärlich auf 106,95 MHz zu hören.